# Martine Grael
Martine Soffiatti Grael (* 12. Februar 1991 in Rio de Janeiro) ist eine brasilianische Seglerin.

## Erfolge
Martine Grael nahm an den Olympischen Spielen 2016 in ihrer Geburtsstadt Rio de Janeiro mit Kahena Kunze in der Bootsklasse 49erFX teil. Im abschließenden medal race waren die beiden Brasilianerinnen eines von vier Booten, die die vier Topplatzierungen unter sich ausmachten. Mit dem ersten Platz sicherten sich Grael und Kunze vor Alex Maloney und Molly Meech sowie Jena Hansen und Katja Salskov-Iversen die Goldmedaille und wurden somit Olympiasiegerinnen. Diesen Erfolg wiederholten Grael und Kunze 2021 bei den Olympischen Spielen 2020 in Tokio. Bei Weltmeisterschaften wurde sie mit Kahena Kunze 2014 in Santander Weltmeisterin und belegte mit ihr außerdem 2013 in Marseille, 2015 in Buenos Aires, 2017 in Porto und 2019 in Auckland jeweils den zweiten Platz. Mit Kunze gewann sie bei Panamerikanischen Spielen in der Bootsklasse 49erFX 2015 in Toronto die Silber- und 2019 in Lima die Goldmedaille.
2014 zeichnete der Weltverband World Sailing Grael und Kunze als Weltseglerinnen des Jahres aus. Grael war als Crewmitglied 2017 Teilnehmerin des Volvo Ocean Race.
Mehrere Familienangehörige Graels segelten in internationalen Regatten. Ihre Großonkel Axel und Erik Preben-Schmidt nahmen an den Olympischen Spielen 1968 und 1972 teil, ihr Onkel Lars gewann 1988 und 1996 zwei olympische Bronzemedaillen. Ihr Vater Torben gewann fünf olympische Medaillen und wurde dabei zweimal in der Bootsklasse Star Olympiasieger. Ihr Bruder Marco nahm wie Martine Grael an den Olympischen Spielen 2016 teil.

## Weblinks

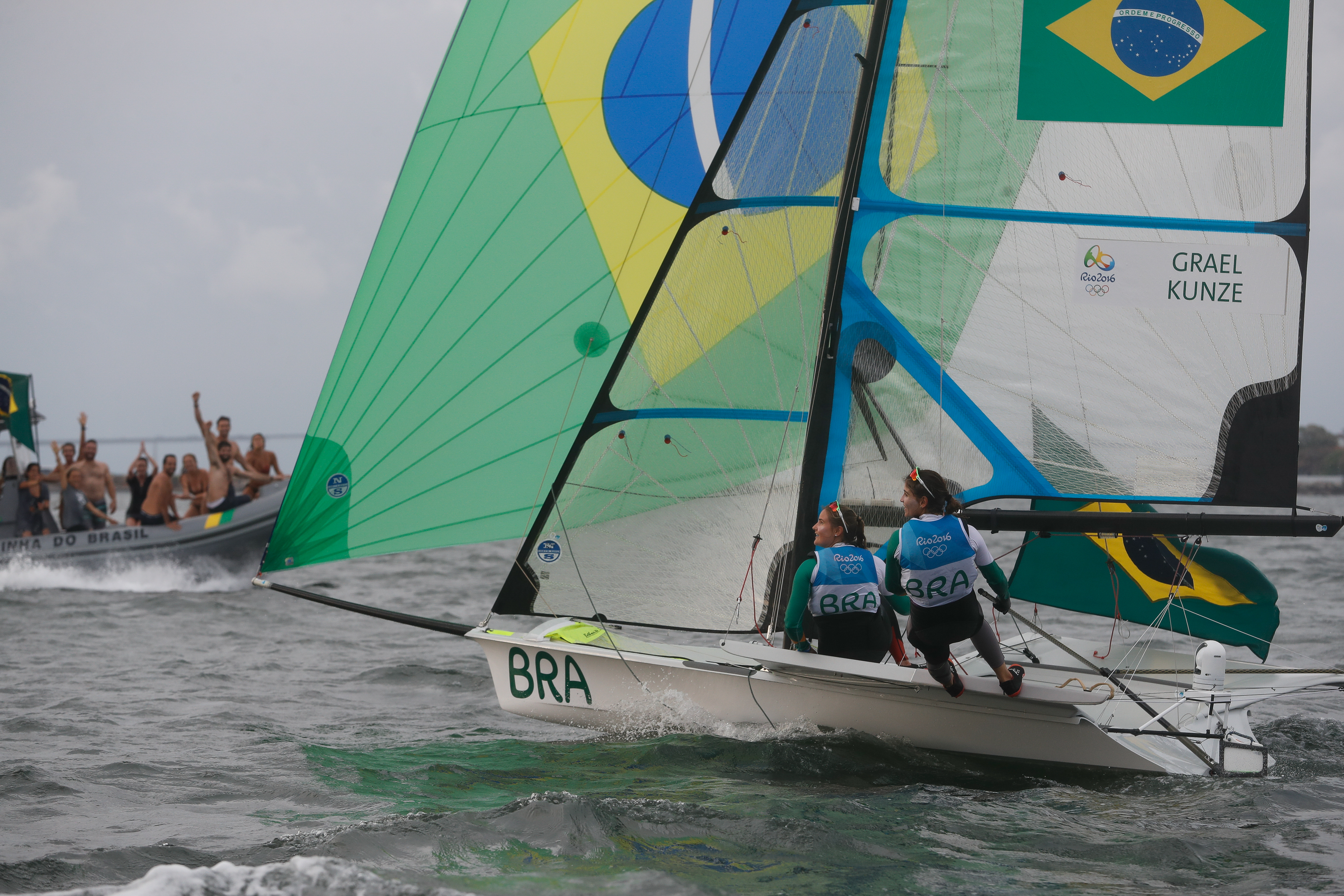
Martine Grael und Kahena Kunze, Goldmedaille Rio de Janeiro 2016, 49erFX